# Stazione di Filattiera
La stazione di Filattiera è lo scalo ferroviario al servizio dell'omonimo comune. 
Si trova sulla linea che collega Parma a La Spezia, anche detta Pontremolese.

## Storia
La stazione di Filattiera fu teatro, il 5 ottobre 1953, di un terribile scontro frontale tra il treno merci 5777, che sopraggiungeva a forte velocità in seguito ad un guasto ai freni, ed il treno merci 6652, che sopravanzava da Villafranca. Nell'incidente perirono sei persone.
Tra il 1957 e il 1958 venne attivato nella stazione un nuovo apparato centrale elettrico a leve singole da 10 leve.

## Strutture e impianti

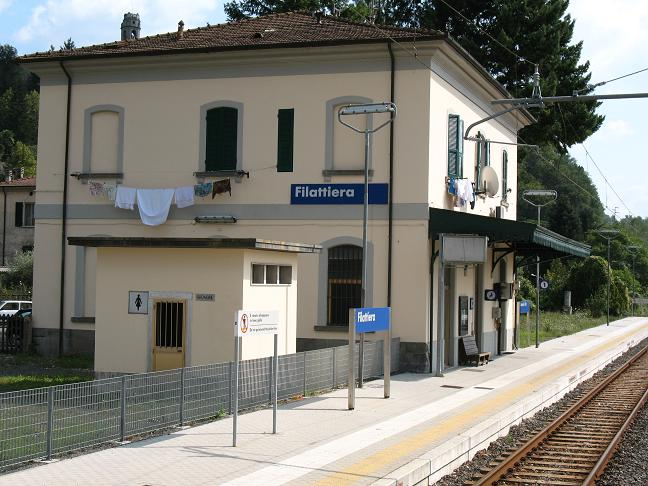
Veduta del fabbricato viaggiatori della stazione

La stazione dispone di un fabbricato viaggiatori, adibito ad abitazione privata (al piano superiore) ed ospitante la sala di attesa nonché alcuni locali di servizio (al piano inferiore), nonché di due banchine al servizio dei due binari passanti della linea. Era presente inoltre un'area merci costituita da un tronchino usato per il ricovero di mezzi da lavoro. Fino agli anni '90 ve ne era anche un secondo, poi smantellato, sul quale trovava posto la stadera fissa a ponte, tuttora esistente. Nella stessa area è anche presente un piccolo fabbricato, utilizzato per scopi di servizio.
Nei primi anni 2000 la stazione fu oggetto di ammodernamenti che comportarono la rimozione del secondo binario tronco dell'area merci e lo smantellamento, con conseguente ricostruzione ai margini dell'area ferroviaria, della seconda banchina, precedentemente posta tra i binari 1 e 2 e dotata di attraversamento a raso.

## Servizi
La stazione dispone di:
- Biglietteria automatica
- Servizi igienici